# Dorotyszcze
Dorotyszcze (ukr. Доротище) – wieś na Ukrainie w rejonie kowelskim obwodu wołyńskiego.
Znajduje tu się przystanek kolejowy Dorotyszcze, położony na linii Kowel – Kamień Koszyrski.